# Tanacetum atkinsonii
Tanacetum atkinsonii là một loài thực vật có hoa trong họ Cúc. Loài này được (C.B.Clarke) Kitam. miêu tả khoa học đầu tiên năm 1982.